# Dalbergia rimosa
Dalbergia rimosa är en ärtväxtart som beskrevs av William Roxburgh. Dalbergia rimosa ingår i släktet Dalbergia, och familjen ärtväxter. IUCN kategoriserar arten globalt som livskraftig.

## Underarter
Arten delas in i följande underarter:
- D. r. foliacea
- D. r. griffithii
- D. r. laevis
- D. r. rimosa